# Bill Buckner
Pour les articles homonymes, voir Buckner.
William Joseph Buckner (né le 14 décembre 1949 à Vallejo (Californie, États-Unis) et mort le 27 mai 2019 à Boise (Idaho)) est un joueur américain de premier but des Ligues majeures de baseball.

## Carrière

### 1969-1986

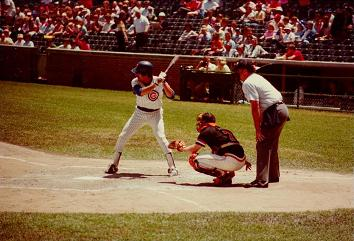
Bill Buckner au bâton pour les Cubs à Chicago le 11 juin 1981.

Un choix de deuxième ronde des Dodgers de Los Angeles en 1968, Bill Buckner connut une carrière longue de 22 saisons dans les ligues majeures, débutant à l'âge de 19 ans à Los Angeles et jouant jusqu'à l'âge de 40 ans.
Après avoir porté les couleurs des Dodgers de 1969 à 1976, il évolua pour les Cubs de Chicago (1977-1984), les Red Sox de Boston (1984-1987), les Angels de la Californie (1987-1988) et les Royals de Kansas City (1988-1989) avant de compléter sa carrière par un dernier séjour à Boston en 1990.
Le joueur de premier but gaucher fut le champion frappeur de la Ligue nationale de baseball en 1980 en vertu d'une moyenne au bâton de ,324 chez les Cubs et obtint une sélection au sein de l'équipe d'étoiles en 1981.
Il a complété sa carrière avec 2715 coups sûrs, dont 498 doubles, en 2517 parties jouées, faisant montre de constance et présentant une moyenne au bâton qui chuta rarement sous les ,270 tout au long de son séjour en ligue majeure.
Sa moyenne fut supérieure à ,300 à cinq reprises, et il établit des records personnels de coups sûrs (201) chez les Cubs en 1982 et les Red Sox en 1985, et de points produits (110) avec Boston, en 1985 également. Il mena la Ligue nationale pour les doubles en 1981 (avec 35) et en 1983 (avec 38), et pris la seconde place dans l'Américaine avec 46 coups de deux buts lors de la saison 1985.

### Série mondiale 1986
Malgré les succès enregistrés, Bill Buckner est surtout célèbre pour une erreur commise lors de la Série mondiale 1986 entre son équipe, les Red Sox de Boston, et les champions de la Ligue nationale, les Mets de New York.
Lors du 6e match de la finale, le 25 octobre 1986, les Red Sox n'étaient qu'à un retrait, et même à une seule prise, de savourer leur premier titre depuis 1918. En fin de 10e manche, et un score égal de 5 à 5, Buckner fut incapable de saisir un faible roulant au premier but de Mookie Wilson, des Mets. Son erreur permit à Wilson d'être sauf et au point donnant la victoire aux Mets de venir marquer. Les New-yorkais remportèrent le 7e match et la Série mondiale deux jours plus tard.

### 1987-1990
En mai 1987, les Red Sox le libérèrent de son contrat et il compléta la saison et entreprit la suivante dans sa Californie natale, avec les Angels. Après un passage à Kansas City, il termina sa carrière en revenant à Boston pour y jouer 22 parties en 1990.

## Après-carrière
Après sa retraite du baseball, Buckner s'est installé à Boise, en Idaho, où il s'est lancé dans l'immobilier.
En 2008, dix-huit ans après l'annonce de sa retraite et 22 ans après l'erreur qui lui avait même valu des menaces de mort, Bill Buckner revint au Fenway Park de Boston pour effectuer le lancer protocolaire du match entre les Red Sox et les Tigers de Detroit.
Il meurt le 27 mai 2019 à l'âge de 69 ans, après s'être battu contre la maladie à corps de Lewy.

## Dans la culture populaire
Le jeu qui a mis fin au match #6 de la Série mondiale 1986 est entré dans la culture américaine au fil des ans.
- Dans le film Fever Pitch, le personnage interprété par Jimmy Fallon sombre dans la dépression et regarde en boucle une vidéo de l'erreur de Bill Buckner en 1986.
- Dans l'épisode de la serie Les Simpson intitulé Brother's Little Helper et diffusé originellement en 1999, Bart offre à Homer le livre Chicken Soup for the Losers (une parodie de la collection Chicken Soup for the Soul) qui, selon lui, a « donné à Bill Buckner le courage d'ouvrir une franchise de buanderies ».
- Toujours dans Les Simpson, l'épisode de 2007 intitulé The Boys of Bummer voit Bill Buckner s'en prendre à Bart pour avoir raté un jeu facile qui fait perdre le championnat aux Isotopes de Springfield.
- Bill Buckner est apparu en 2007 dans le film The Comebacks, où il joue son propre rôle[4]. L'acteur interprétant le rôle d'un manager des Red Sox demande à Buckner de l'aide pour compléter son mot croisé, le distrayant suffisamment pour que le joueur laisse passer une balle entre ses jambes.
- En 2008, lors d'auditions sur la crise économique, le représentant démocrate de l'État du Kentucky, John Yarmuth, fit référence au président de la Réserve fédérale américaine Alan Greenspan, comme « l'un des trois Bill Buckner »[5].
- La « Buckner Ball », cette balle frappée par Mookie Wilson et étant passée entre les jambes de Buckner, fut achetée par l'acteur Charlie Sheen pour la somme de 93 500 dollars en 1992[6]. Elle appartient aujourd'hui à l'auteur-compositeur Seth Swirsky, qui y réfère par le nom de « Mookie Ball »[7].
- L'épisode 9 de la saison 8 de la série humoristique Larry et son nombril lui est en partie consacré. Bill Buckner y joue son propre rôle.
- L'épisode 8 de la saison 3 de la série policière Rizzoli and Isles, la détective Jane Rizzoli déclare qu'elle rêvait d'épouser Bill Buckner jusqu'à ce qu'il laisse passer cette balle entre ses jambes lors du match de la saison 1986.